# 2021-es Formula–1 amerikai nagydíj
Az amerikai nagydíj a 2021-es Formula–1 világbajnokság tizenhetedik futama, amelyet 2021. október 22. és október 24. között rendeztek meg a Circuit of the Americas versenypályán, Austinban.

## Választható keverékek
| Abroncs              | Friss | Használt |
| -------------------- | ----- | -------- |
| Kemény keverék (C2)  |       |          |
| Közepes keverék (C3) |       |          |
| Lágy keverék (C4)    |       |          |
| Átmeneti esőgumi (I) |       |          |
| Teljes esőgumi (W)   |       |          |

## Szabadedzések

### Első szabadedzés
Az amerikai nagydíj első szabadedzését október 22-én, pénteken délelőtt tartották meg, magyar idő szerint 18:30-tól.
| helyezés | versenyző          | csapat/motor          | elért idő | különbség | futott kör |
| -------- | ------------------ | --------------------- | --------- | --------- | ---------- |
| 1        | Valtteri Bottas    | Mercedes              | 1:34,874  | –         | 17         |
| 2        | Lewis Hamilton     | Mercedes              | 1:34,919  | +0,045    | 18         |
| 3        | Max Verstappen     | Red Bull-Honda        | 1:35,806  | +0,932    | 16         |
| 4        | Charles Leclerc    | Ferrari               | 1:36,334  | +1,460    | 18         |
| 5        | Carlos Sainz Jr.   | Ferrari               | 1:36,508  | +1,634    | 20         |
| 6        | Pierre Gasly       | AlphaTauri-Honda      | 1:36,611  | +1,737    | 18         |
| 7        | Sergio Pérez       | Red Bull-Honda        | 1:36,798  | +1,924    | 20         |
| 8        | Lando Norris       | McLaren-Mercedes      | 1:36,855  | +1,981    | 11         |
| 9        | Antonio Giovinazzi | Alfa Romeo-Ferrari    | 1:36,874  | +2,000    | 18         |
| 10       | Kimi Räikkönen     | Alfa Romeo-Ferrari    | 1:36,876  | +2,002    | 18         |
| 11       | George Russell     | Williams-Mercedes     | 1:36,966  | +2,092    | 19         |
| 12       | Esteban Ocon       | Alpine-Renault        | 1:36,970  | +2,096    | 22         |
| 13       | Lance Stroll       | Aston Martin-Mercedes | 1:36,972  | +2,098    | 20         |
| 14       | Sebastian Vettel   | Aston Martin-Mercedes | 1:36,982  | +2,108    | 20         |
| 15       | Fernando Alonso    | Alpine-Renault        | 1:37,068  | +2,194    | 12         |
| 16       | Daniel Ricciardo   | McLaren-Mercedes      | 1:37,458  | +2,584    | 18         |
| 17       | Nicholas Latifi    | Williams-Mercedes     | 1:37,463  | +2,589    | 19         |
| 18       | Cunoda Júki        | AlphaTauri-Honda      | 1:37,954  | +3,080    | 22         |
| 19       | Mick Schumacher    | Haas-Ferrari          | 1:38,866  | +3,992    | 17         |
| 20       | Nyikita Mazepin    | Haas-Ferrari          | 1:42,239  | +7,365    | 19         |

### Második szabadedzés
Az amerikai nagydíj második szabadedzését október 22-én, pénteken délután tartották meg, magyar idő szerint 22:00-tól.
| helyezés | versenyző          | csapat/motor          | elért idő | különbség | futott kör |
| -------- | ------------------ | --------------------- | --------- | --------- | ---------- |
| 1        | Sergio Pérez       | Red Bull-Honda        | 1:34,946  | –         | 24         |
| 2        | Lando Norris       | McLaren-Mercedes      | 1:35,203  | +0,257    | 20         |
| 3        | Lewis Hamilton     | Mercedes              | 1:35,310  | +0,364    | 22         |
| 4        | Valtteri Bottas    | Mercedes              | 1:35,360  | +0,414    | 24         |
| 5        | Daniel Ricciardo   | McLaren-Mercedes      | 1:35,457  | +0,511    | 21         |
| 6        | Lance Stroll       | Aston Martin-Mercedes | 1:35,561  | +0,615    | 25         |
| 7        | Charles Leclerc    | Ferrari               | 1:35,572  | +0,626    | 23         |
| 8        | Max Verstappen     | Red Bull-Honda        | 1:35,824  | +0,878    | 23         |
| 9        | Carlos Sainz Jr.   | Ferrari               | 1:35,919  | +0,973    | 24         |
| 10       | Antonio Giovinazzi | Alfa Romeo-Ferrari    | 1:36,138  | +1,192    | 26         |
| 11       | Esteban Ocon       | Alpine-Renault        | 1:36,158  | +1,212    | 23         |
| 12       | Pierre Gasly       | AlphaTauri-Honda      | 1:36,242  | +1,296    | 25         |
| 13       | Fernando Alonso    | Alpine-Renault        | 1:36,376  | +1,430    | 18         |
| 14       | Kimi Räikkönen     | Alfa Romeo-Ferrari    | 1:36,558  | +1,612    | 25         |
| 15       | Sebastian Vettel   | Aston Martin-Mercedes | 1:36,718  | +1,772    | 30         |
| 16       | Cunoda Júki        | AlphaTauri-Honda      | 1:36,983  | +2,037    | 24         |
| 17       | Mick Schumacher    | Haas-Ferrari          | 1:37,041  | +2,095    | 24         |
| 18       | Nicholas Latifi    | Williams-Mercedes     | 1:37,254  | +2,308    | 26         |
| 19       | George Russell     | Williams-Mercedes     | 1:37,490  | +2,544    | 21         |
| 20       | Nyikita Mazepin    | Haas-Ferrari          | 1:38,026  | +3,080    | 23         |

### Harmadik szabadedzés
Az amerikai nagydíj harmadik szabadedzését október 23-án, szombaton délelőtt tartották meg, magyar idő szerint 20:00-tól.
| helyezés | versenyző          | csapat/motor          | elért idő | különbség | futott kör |
| -------- | ------------------ | --------------------- | --------- | --------- | ---------- |
| 1        | Sergio Pérez       | Red Bull-Honda        | 1:34,701  | –         | 11         |
| 2        | Carlos Sainz Jr.   | Ferrari               | 1:34,805  | +0,104    | 16         |
| 3        | Max Verstappen     | Red Bull-Honda        | 1:34,912  | +0,211    | 13         |
| 4        | Lando Norris       | McLaren-Mercedes      | 1:34,945  | +0,244    | 13         |
| 5        | Valtteri Bottas    | Mercedes              | 1:34,988  | +0,287    | 15         |
| 6        | Lewis Hamilton     | Mercedes              | 1:35,219  | +0,518    | 16         |
| 7        | Daniel Ricciardo   | McLaren-Mercedes      | 1:35,345  | +0,644    | 11         |
| 8        | Pierre Gasly       | AlphaTauri-Honda      | 1:35,398  | +0,697    | 17         |
| 9        | Charles Leclerc    | Ferrari               | 1:35,688  | +0,987    | 17         |
| 10       | Esteban Ocon       | Alpine-Renault        | 1:35,711  | +1,010    | 10         |
| 11       | Sebastian Vettel   | Aston Martin-Mercedes | 1:35,851  | +1,150    | 18         |
| 12       | George Russell     | Williams-Mercedes     | 1:36,023  | +1,322    | 9          |
| 13       | Kimi Räikkönen     | Alfa Romeo-Ferrari    | 1:36,062  | +1,361    | 20         |
| 14       | Nicholas Latifi    | Williams-Mercedes     | 1:36,118  | +1,417    | 8          |
| 15       | Antonio Giovinazzi | Alfa Romeo-Ferrari    | 1:36,252  | +1,551    | 16         |
| 16       | Lance Stroll       | Aston Martin-Mercedes | 1:36,392  | +1,691    | 13         |
| 17       | Fernando Alonso    | Alpine-Renault        | 1:36,490  | +1,789    | 12         |
| 18       | Cunoda Júki        | AlphaTauri-Honda      | 1:36,572  | +1,871    | 16         |
| 19       | Mick Schumacher    | Haas-Ferrari          | 1:36,671  | +1,970    | 15         |
| 20       | Nyikita Mazepin    | Haas-Ferrari          | 2:03,456  | +28,755   | 15         |

## Időmérő edzés
Az amerikai nagydíj időmérő edzését október 23-án, szombaton délután futották, magyar idő szerint 23:00-tól.
| helyezés              | rajtszám | versenyző          | csapat/motor          | 1. rész  | 2. rész    | 3. rész  | rajthely | futott kör |
| --------------------- | -------- | ------------------ | --------------------- | -------- | ---------- | -------- | -------- | ---------- |
| 1                     | 33       | Max Verstappen     | Red Bull-Honda        | 1:34,352 | 1:33,464   | 1:32,910 | 1        | 16         |
| 2                     | 44       | Lewis Hamilton     | Mercedes              | 1:34,579 | 1:33,797   | 1:33,119 | 2        | 16         |
| 3                     | 11       | Sergio Pérez       | Red Bull-Honda        | 1:34,369 | 1:34,178   | 1:33,134 | 3        | 19         |
| 4                     | 77       | Valtteri Bottas    | Mercedes              | 1:34,590 | 1:33,959   | 1:33,475 | 9[a]     | 15         |
| 5                     | 16       | Charles Leclerc    | Ferrari               | 1:34,153 | 1:33,928   | 1:33,606 | 4        | 17         |
| 6                     | 55       | Carlos Sainz Jr.   | Ferrari               | 1:34,558 | 1:34,126   | 1:33,792 | 5        | 15         |
| 7                     | 3        | Daniel Ricciardo   | McLaren-Mercedes      | 1:34,407 | 1:34,643   | 1:33,808 | 6        | 15         |
| 8                     | 4        | Lando Norris       | McLaren-Mercedes      | 1:34,551 | 1:33,880   | 1:33,887 | 7        | 14         |
| 9                     | 10       | Pierre Gasly       | AlphaTauri-Honda      | 1:34,567 | 1:34,583   | 1:34,118 | 8        | 17         |
| 10                    | 22       | Cunoda Júki        | AlphaTauri-Honda      | 1:35,360 | 1:35,137   | 1:34,918 | 10       | 18         |
| 11                    | 31       | Esteban Ocon       | Alpine-Renault        | 1:35,747 | 1:35,377   |          | 11       | 12         |
| 12                    | 5        | Sebastian Vettel   | Aston Martin-Mercedes | 1:35,281 | 1:35,500   |          | 18[b]    | 9          |
| 13                    | 99       | Antonio Giovinazzi | Alfa Romeo-Ferrari    | 1:35,920 | 1:35,794   |          | 12       | 8          |
| 14                    | 14       | Fernando Alonso    | Alpine-Renault        | 1:35,756 | 1:44,549   |          | 19[c]    | 12         |
| 15                    | 63       | George Russell     | Williams-Mercedes     | 1:35,746 | idő nélkül |          | 20[d]    | 11         |
| 16                    | 18       | Lance Stroll       | Aston Martin-Mercedes | 1:35,983 |            |          | 13       | 7          |
| 17                    | 6        | Nicholas Latifi    | Williams-Mercedes     | 1:35,995 |            |          | 14       | 6          |
| 18                    | 7        | Kimi Räikkönen     | Alfa Romeo-Ferrari    | 1:36,311 |            |          | 15       | 7          |
| 19                    | 47       | Mick Schumacher    | Haas-Ferrari          | 1:36,499 |            |          | 16       | 9          |
| 20                    | 9        | Nyikita Mazepin    | Haas-Ferrari          | 1:36,796 |            |          | 17       | 8          |
| 107%-os idő: 1:40,743 |          |                    |                       |          |            |          |          |            |

Megjegyzések:
- ↑ a:  Valtteri Bottas autójában belsőégésű-motort cseréltek, ezért 5 rajthelyes büntetést kapott.[3]
- ↑ b:  Sebastian Vettel autójában motort cseréltek, ezért a versenyt a mezőny végéről kellett megkezdje.[4]
- ↑ c:  Fernando Alonso autójában motort cseréltek, ezért a versenyt a mezőny végéről kellett megkezdje.[5]
- ↑ d:  George Russell autójában motort cseréltek, ezért a versenyt a mezőny végéről kellett megkezdje.[6]

## Futam
Az amerikai nagydíj futama október 24-én, vasárnap rajtolt, magyar idő szerint 21:00-kor.
| helyezés | rajtszám | versenyző          | csapat/motor          | futott kör | idő/kiesés oka | rajthely | pont  |
| -------- | -------- | ------------------ | --------------------- | ---------- | -------------- | -------- | ----- |
| 1        | 33       | Max Verstappen     | Red Bull-Honda        | 56         | 1:34:36,552    | 1        | 25    |
| 2        | 44       | Lewis Hamilton     | Mercedes              | 56         | +1,333         | 2        | 19[e] |
| 3        | 11       | Sergio Pérez       | Red Bull-Honda        | 56         | +42,223        | 3        | 15    |
| 4        | 16       | Charles Leclerc    | Ferrari               | 56         | +52,246        | 4        | 12    |
| 5        | 3        | Daniel Ricciardo   | McLaren-Mercedes      | 56         | +1:16,854      | 6        | 10    |
| 6        | 77       | Valtteri Bottas    | Mercedes              | 56         | +1:20,128      | 9        | 8     |
| 7        | 55       | Carlos Sainz Jr.   | Ferrari               | 56         | +1:23,545      | 5        | 6     |
| 8        | 4        | Lando Norris       | McLaren-Mercedes      | 56         | +1:24,395      | 7        | 4     |
| 9        | 22       | Cunoda Júki        | AlphaTauri-Honda      | 55         | +1 kör         | 10       | 2     |
| 10       | 5        | Sebastian Vettel   | Aston Martin-Mercedes | 55         | +1 kör         | 18       | 1     |
| 11       | 99       | Antonio Giovinazzi | Alfa Romeo-Ferrari    | 55         | +1 kör         | 12       |       |
| 12       | 5        | Lance Stroll       | Aston Martin-Mercedes | 55         | +1 kör         | 13       |       |
| 13       | 7        | Kimi Räikkönen     | Alfa Romeo-Ferrari    | 55         | +1 kör         | 15       |       |
| 14       | 63       | George Russell     | Williams-Mercedes     | 55         | +1 kör         | 20       |       |
| 15       | 6        | Nicholas Latifi    | Williams-Mercedes     | 55         | +1 kör         | 14       |       |
| 16       | 47       | Mick Schumacher    | Haas-Ferrari          | 54         | +2 kör         | 16       |       |
| 17       | 9        | Nyikita Mazepin    | Haas-Ferrari          | 54         | +2 kör         | 17       |       |
| Ki       | 14       | Fernando Alonso    | Alpine-Renault        | 49         | erőforrás      | 19       |       |
| Ki       | 31       | Esteban Ocon       | Alpine-Renault        | 40         | erőforrás      | 11       |       |
| Ki       | 10       | Pierre Gasly       | AlphaTauri-Honda      | 14         | felfüggesztés  | 8        |       |

Megjegyzés:
- ↑ e:  Lewis Hamilton a helyezéséért járó pontok mellett a versenyben futott leggyorsabb körért további 1 pontot szerzett.

## A világbajnokság állása a verseny után
| H   | Versenyzők       | Pont  | H   | Konstruktőrök         | Pont  |
| --- | ---------------- | ----- | --- | --------------------- | ----- |
| 1.  | Max Verstappen   | 287,5 | 1.  | Mercedes              | 460,5 |
| 2.  | Lewis Hamilton   | 275,5 | 2.  | Red Bull-Honda        | 437,5 |
| 3.  | Valtteri Bottas  | 185   | 3.  | McLaren-Mercedes      | 254   |
| 4.  | Sergio Pérez     | 150   | 4.  | Ferrari               | 250,5 |
| 5.  | Lando Norris     | 149   | 5.  | Alpine-Renault        | 104   |
| 6.  | Charles Leclerc  | 128   | 6.  | AlphaTauri-Honda      | 94    |
| 7.  | Carlos Sainz Jr. | 122,5 | 7.  | Aston Martin-Mercedes | 62    |
| 8.  | Daniel Ricciardo | 105   | 8.  | Williams-Mercedes     | 23    |
| 9.  | Pierre Gasly     | 74    | 9.  | Alfa Romeo-Ferrari    | 7     |
| 10. | Fernando Alonso  | 58    | 10. | Haas-Ferrari          | 0     |

(A teljes táblázat)

## Statisztikák
- Vezető helyen:
  - Max Verstappen 35 kör (14–29 és 38–56)
  - Lewis Hamilton 21 kör (1–13 és 30–37)
- Max Verstappen 11. pole-pozíciója és 18. győzelme.
- Lewis Hamilton 59. versenyben futott leggyorsabb köre.
- Max Verstappen 55., Lewis Hamilton 177., és Sergio Pérez 14. dobogós helyezése.